# Friedrich Bessel
Friedrich Wilhelm Bessel (født 22. juli 1784 i Minden i Westfalen, død 17. marts 1846 i Königsberg) var en tysk matematiker og astronom. Han indførte de efter ham opkaldte Besselfunktioner. 
I en alder af 26 år blev han leder af det kongelige observatorium i Königsberg (nu Kaliningrad i Rusland). Han kortlagde bl.a. 50.000 stjerner i himmelrummet. En af hans største bedrifter var afstandsbestemmelsen for stjernen 61-Cygni ved hjælp af parallaksemetoden.
- Tabulae Regiomontanae reductionum observationum astronomicarum ab anno 1750 usque ad annum 1850 computatae, 1830
- Friedrich Wilhelm Bessel med ordenen Pour le Mérite og Dannebrogordenen på et maleri af Johann Eduard Wolff (1844)